# 山本達雄 (実業家)
山本 達雄（やまもと たつお、1911年7月7日 - 1999年12月6日）は、日本の経営者。札幌テレビ放送社長、会長を務めた。福島県出身。

## 経歴
1930年に関東商業学校を卒業。北海道炭礦汽船での勤務を経て、1965年に取締役に就任。1968年に札幌テレビ放送専務に就任し、1971年5月に副社長を経て、1973年5月に社長に就任。1988年4月に社長の座を伊坂重孝に譲り、自らは会長に就任。
1986年11月に勲三等旭日中綬章を受章
1999年12月6日肺炎のため札幌市の病院で死去。88歳没。